# Udeterus crenatocerus
Udeterus crenatocerus är en skalbaggsart som beskrevs av Maria Helena M. Galileo 1987. Udeterus crenatocerus ingår i släktet Udeterus och familjen långhorningar. Inga underarter finns listade i Catalogue of Life.